# Jean Pinault
Jean Pinault (* 21. Juni 1946 in Genillé; † 7. August 2019 in Loches) war ein französischer Radrennfahrer.

## Sportliche Laufbahn
Pinault war im Straßenradsport aktiv. Als Amateur gewann er rund 600 Rennen in verschiedenen Disziplinen des Radsports. Darunter war der Sieg in der Route de France 1968 mit zwei Etappensiegen vor Marcel Duchemin. 1962 begann er im Verein SV Lochoise mit dem Radsport. Mit 18 Jahren holte er seinen ersten Sieg bei den Männern.
Von 1968 bis 1969 war er Berufsfahrer im Radsportteam BiC, in dem Jacques Anquetil Kapitän war. In der Vuelta a España 1969 wurde er 65. Als Radprofi hatte er keine Erfolge. Der 7. Platz im Bretagne Classic 1969 war sein bestes Resultat. Danach startete er wieder als Amateur. 1979 gewann er dreizehn Straßenrennen in Folge. Er blieb bis ins Alter im Radsport aktiv.